# Episodi di Castle Rock (prima stagione)
La prima stagione della serie televisiva Castle Rock, composta da 10 episodi, è stata distribuita negli Stati Uniti dal 25 luglio 2018 al 12 settembre 2018 da Hulu. In Italia è stata distribuita il 28 giugno 2019 su Starz Play.
| n° | Titolo originale | Titolo italiano               | Pubblicazione USA | Pubblicazione Italia |
| -- | ---------------- | ----------------------------- | ----------------- | -------------------- |
| 1  | Severance        | La separazione                | 25 luglio 2018    | 28 giugno 2019       |
| 2  | Habeas Corpus    | Abbi Il tuo corpo             | 25 luglio 2018    | 28 giugno 2019       |
| 3  | Local Color      | Il colore naturale della luce | 25 luglio 2018    | 28 giugno 2019       |
| 4  | The Box          | La scatola                    | 1º agosto 2018    | 28 giugno 2019       |
| 5  | Harvest          | Il raccolto                   | 8 agosto 2018     | 28 giugno 2019       |
| 6  | Filter           | Il filtro                     | 15 agosto 2018    | 28 giugno 2019       |
| 7  | The Queen        | La regina                     | 22 agosto 2018    | 28 giugno 2019       |
| 8  | Past Perfect     | Trapassato                    | 29 agosto 2018    | 28 giugno 2019       |
| 9  | Henry Deaver     | Henry Deaver                  | 5 settembre 2018  | 28 giugno 2019       |
| 10 | Romans           | Romans                        | 12 settembre 2018 | 28 giugno 2019       |

## La separazione
- Titolo originale: Severance
- Diretto da: Michael Uppendahl
- Scritto da: Sam Shaw e Dustin Thomason

### Trama
Castle Rock, Maine, 1991. Lo sceriffo Alan Pangborn ritrova il giovane Henry Deaver, scomparso da 11 giorni, in piedi sul lago ghiacciato nei boschi presso la cittadina. Ventisette anni dopo Dale Lacy, direttore del penitenziario Shawshank al suo ultimo giorno di servizio prima di andare in pensione, si suicida nello stesso lago. Il suo successore, Theresa Porter, decide di utilizzare un'ala abbandonata dell'edificio per poter ospitare il numero sempre crescente di detenuti. Durante un'ispezione nei sotterranei, la guardia Dennis Zalewski trova un misterioso prigioniero tenuto segregato in una gabbia. Il Ragazzo, appena liberato, pronuncia il nome di Henry Deaver. Porter si rifiuta di coinvolgere Henry, divenuto intanto un avvocato che difende i diritti dei condannati a morte, ma Zalewski lo chiama con una telefonata anonima. Henry torna quindi a Castle Rock dove ritrova la madre Ruth, malata di Alzheimer, che da anni convive con l'ex sceriffo Pangborn. Quando cerca di ottenere maggiori informazioni sul Ragazzo, la direttrice Porter gli dice di non sapere nulla di questo detenuto. Nel frattempo Zalewski vede sui monitor che il Ragazzo è fuggito dopo aver fatto una strage di guardie. In un flashback scopriamo che il padre di Henry era scomparso in concomitanza alla scomparsa del figlio e che in seguito era stato ritrovato in fin di vita ai piedi di un dirupo. In un secondo flashback, Lacy dice al ragazzo che nel momento in cui lo avessero ritrovato avrebbe dovuto fare il nome di Henry Deaver.

## Abbi il tuo corpo
- Titolo originale: Habeas Corpus
- Diretto da: Michael Uppendahl
- Scritto da: Sam Shaw e Dustin Thomason

### Trama
Henry cerca di avere maggiori informazioni sui fatti avvenuti a Shawshank dalla vedova di Lacy, la quale però lo caccia di casa in malo modo accusandolo di aver ucciso suo padre. Zalewski capisce che l'eccidio delle guardie non è realmente accaduto, ma l'ha solo immaginato e decide di affrontare il Ragazzo. Pangborn incontra Porter e le dice di aver trovato una lettera scritta da Lacy. Nella lettera egli afferma di aver capito che il Diavolo ha preso le sembianze di un ragazzo e che lui lo ha fatto prigioniero per volere di Dio. Porter fa spostare immediatamente il Ragazzo in una nuova cella occupata da un altro detenuto. Poco dopo l'uomo muore a causa di un cancro fulminante.

## Il colore naturale della luce
- Titolo originale: Local Color
- Diretto da: Daniel Attias
- Scritto da: Gina Welch

### Trama
In un flashback vediamo Molly Strand, vicina di casa dei Deaver e amica d'infanzia di Henry, che entra furtivamente nella loro casa al momento della scomparsa del ragazzo. Nella stanza da letto trova il pastore Deaver in coma e gli stacca il ventilatore. L'uomo muore in pochi istanti. Molly, adesso imprenditrice immobiliare, deve partecipare a una trasmissione televisiva per presentare un nuovo progetto di edilizia. Henry va a trovarla e le chiede di mettere in vendita la casa della madre, che lui vorrebbe portare via con sé. Lei però rifiuta. In un altro flashback vediamo Henry e Molly insieme da ragazzi, e capiamo che Henry, adottato dai Deaver a 5 anni, odia il padre. In questa circostanza Molly confida a Henry di avere la capacità di sentire le emozioni degli altri, come se entrasse in simbiosi con loro e di sapere perfettamente cosa provi lui. Nel presente la guardia Zalewski incontra Henry il quale gli chiede di entrare in confidenza con il Ragazzo in modo da scoprire più cose possibili di lui. Intanto l'avvocato continua a indagare sulla morte di Lacy. Durante la trasmissione televisiva, Molly svela la notizia sul ritrovamento del misterioso Ragazzo tenuto in una gabbia. Porter convoca Deaver e si dichiara disposta a collaborare. Henry ha un colloquio con il Ragazzo. In questa circostanza si presenta come il suo avvocato e gli consiglia di non rivelare mai il suo nome. Gli dice inoltre che potrà uscire dal carcere dopo la deposizione dei testimoni.

## La scatola
- Titolo originale The Box
- Diretto da: Michael Uppendahl
- Scritto da: Scott Brown

### Trama
Henry vive dei flashback sulla sua scomparsa e si reca a casa di uno dei sospettati del sequestro. Questo gli fa vedere che è in possesso del dossier della polizia che riguardava proprio il suo caso. Nello stesso momento la bara del padre di Henry viene riportata nella chiesa della città, dopo che era stata trasferita dal cimitero di Castle Rock. Henry decide di accettare il patteggiamento da parte del carcere per il rilascio del Ragazzo. Zalewski incontra il Ragazzo. Dopo aver saputo da Henry che accetterà l'accordo, Zalewski prende una pistola e uccide tutte le guardie del carcere prima di essere a sua volta ucciso davanti a Henry.

## Il raccolto
- Titolo originale: Harvest
- Diretto da: Andrew Bernstein
- Scritto da: Lila Byock

### Trama
Quando la bara del pastore Deaver arriva in chiesa prima di essere spostata in una nuova sede, il nuovo pastore dice a Henry che sta succedendo una cosa strana: dalla bara cola del sangue, cosa impossibile visto che la morte risale a molti anni prima. Intanto Castle Rock è alle prese con una serie di incendi violenti. Il Ragazzo viene rilasciato e Henry riesce a sistemarlo in una stanza negli uffici di Molly. Il Ragazzo vaga per la città e si avvicina alle finestre di una casa dove si sta svolgendo una festa di compleanno. La festa finisce in tragedia. Jackie, aiutante di Molly, incontra il Ragazzo e passa del tempo con lui. L'ex sceriffo Pangborn partecipa a una cerimonia in suo onore durante la quale Ruth, spaventata da un cane, si getta nel fiume. Henry e Pangborn parlano con lei in ospedale. Pangborn trova il Ragazzo nel bosco. Quando gli dice che non è invecchiato di un giorno dal 1991, il Ragazzo si offre di aiutare Ruth.

## Il filtro
- Titolo originale: Filter
- Diretto da: Kevin Hooks
- Scritto da: Vinnie Wilhel e Marc Bernardin

### Trama
L'episodio inizia con la seconda sepoltura di Matthew Deaver, il padre adottivo di Henry. Henry inizia a sentire un rumore nell'orecchio, come già gli capitava da ragazzo. Il Ragazzo dice a Pangborn di recuperare l'auto in cui si è suicidato Lacy, in modo da aiutare la memoria di Ruth. Henry porta il Ragazzo all'ospedale psichiatrico di Juniper Hills dove dovrà essere internato e curato. Il figlio di Henry, Wendell, arriva a fargli visita. Ruth racconta al nipote come usi i pezzi degli scacchi per capire quando sta vivendo nel presente. Henry si reca da Molly per parlare dei flashback di quando il padre lo portava nel bosco e Molly gli confessa di averlo ucciso lei. Henry si addentra nel bosco dove il padre era solito condurlo e lì trova due campeggiatori, Odin, un uomo sordo, e Willie, il suo interprete. Odin afferma che il rumore che Henry sente nell'orecchio non è altro che lo schisma, che il padre di Henry riteneva essere la Voce di Dio. Quindi convince Henry a entrare in una camera anecoica che ha costruito dentro il camper dove l'uomo vivrà delle allucinazioni relative al padre. Intanto il Ragazzo è scappato dall'ospedale psichiatrico dopo aver appiccato un incendio che ha provocato la morte di molte persone. Pangborn lo trova nel portico dei Deaver e vede che ha del sangue sulla mano, quindi si precipita in casa alla ricerca di Ruth.

## La regina
- Titolo originale: The Queen
- Diretto da: Greg Yaitanes
- Scritto da: Sam Shaw

### Trama
La storia scorre tra passato e presente: torniamo a quando Ruth viveva con il giovane Henry, poi scene degli episodi precedenti visti dal punto di vista di Ruth e l'intrusione in casa del misterioso Ragazzo nel presente che Ruth vede come il pastore Deaver. Ruth ricorda quando il marito aveva sentito per la prima volta la Voce di Dio e la sua relazione con Alan Pangborn. Da una scena precedente, Wendell paragona la demenza della nonna a un videogioco chiamandola la "viaggiatrice del tempo" che deve sconfiggere i nemici. Nel presente Ruth manda fuori casa Wendell per proteggerlo dal Ragazzo. Da sola con lui, Ruth riesce a sfuggirgli e si rifugia nella rimessa con una pistola che ha trovato in casa. Quando il Ragazzo la trova lei gli spara, per scoprire subito dopo di aver ucciso invece Alan Pangborn accorso in suo aiuto.

## Trapassato
- Titolo originale: Past Perfect
- Diretto da: Ana Lily Amirpour
- Scritto da: Mark Lafferty

### Trama
Gordon e Lilith hanno appena acquistato la casa dei Lacy e l'hanno trasformata in un bed and breakfast a tema horror. Gordon, che non ha mai perdonato la moglie per averlo tradito, uccide la prima coppia di clienti. Nella stessa notte Molly, guidata dalle sue sensazioni, ritrova Henry nel camper e lo libera dalla camera anecoica. Mentre il ragazzo racconta a Henry dell'omicidio di Pangborn da parte di Ruth e gli dice di averlo aspettato per 27 anni, Wendell chiama la polizia. Il Ragazzo fugge e viene ritenuto colpevole della morte di Pangborn. Henry si reca all'ex casa dei Lacy dove trova una serie di ritratti fatti da Lacy del Ragazzo, che sembra non essere invecchiato di un giorno col passare degli anni. Gordon e Lilith cercano di uccidere Henry per paura che scopra l'omicidio dei due ospiti, ma Lilith accidentalmente si ferisce mortalmente alla giugulare, mentre Jackie, sopraggiunta nel frattempo, uccide Gordon con un'ascia. Il ragazzo va da Molly e finalmente inizia a parlarle, confidandole di averla vista morire nel bosco.

## Henry Deaver
- Titolo originale: Henry Deaver
- Diretto da: Julie Anne Robinson
- Scritto da: Vinnie Wilhelm e Scott Brown

### Trama
Il ragazzo rivela a Molly di essere Henry Deaver, figlio naturale di Ruth e del pastore Deaver in un'altra realtà. In un flashback sull'universo del Ragazzo, Ruth fugge dal marito disturbato nel 1991, portando con sé il figlio a Boston. Dopo la loro partenza, il pastore non viene ucciso dalla dodicenne Molly, ma ritrova Henry che era scomparso nel 1991 nella sua realtà. Nel 2018 il pastore si suicida e il Ragazzo/Henry adulto ritrova l'Henry adottato rinchiuso in una gabbia nello scantinato. Il Ragazzo/Henry e Molly parlano all'Henry adottato, il quale insiste che le voci lo stanno chiamando nel bosco. Quando arrivano nel bosco di Castle Rock, vedono persone provenienti da secoli di diverse realtà. Molly rimane accidentalmente uccisa, Henry adottato ritorna nella sua realtà e il Ragazzo/Henry lo segue diventando così il Ragazzo.

## Romans
- Titolo originale: Romans
- Diretto da: Nicole Kassell
- Scritto da: Dustin Thomason e Mark Lafferty

### Trama
Molly spiega a Henry quello che ha saputo dal Ragazzo sui loro diversi piani di realtà. Henry e il Ragazzo vengono arrestati quali sospetti delle morti avvenute in città. Il Ragazzo dice a Henry che il male lo segue in quanto lui è un'anomalia in questa realtà e gli chiede di andare con lui nel bosco di Castle Rock prima che il suono, cioè laddove le due realtà si incontrano, scompaia. Intanto altri orribili omicidi si susseguono nel carcere, così che il Ragazzo e Henry possono fuggire. Il Ragazzo minaccia Henry con una pistola e lo obbliga a seguirlo. Henry inizia a ricordare episodi relativi al 1991, compreso il fatto di aver ucciso il padre buttandolo giù da un dirupo quando ha capito che lui voleva uccidere Ruth. Henry riesce a sottomettere il Ragazzo, che per qualche istante si trasforma in una creatura mostruosa. Un anno dopo, Henry è rimasto a Castle Rock dove lavora come avvocato, Ruth è morta, Molly lavora come agente immobiliare in Florida e il Ragazzo è nuovamente prigioniero nei sotterranei di Shawshank ormai in stato di abbandono.